# Ulla Tillander
Ulla Tillander kan även syfta på Ulla Tillander-Godenhielm, finländsk konsthistoriker.
Ulla Britta Tillander, född Olsson 10 mars 1931 i Lundby församling i Göteborg, död 16 november 1994 i Slottsstadens församling i Malmö, var en svensk politiker (centerpartiet), minister och FN-delegat. Tillander var konsultativt statsråd (skolminister) 1981–1982 och ledamot av riksdagen 1974–1994.

## Biografi
Ulla Tillander växte upp i Göteborg och var dotter till Otto Olsson, som var kranskötare på Götaverken, och Alma Justina Hagberg; i familjen fanns två äldre systrar. Som skolminister gav hon sitt stöd till information om förintelsen i svenska skolor. Hon hade som litet barn själv sett att barn kunde förledas av nazisternas propaganda.
Hon träffade sin make, Jan Tillander, i söndagsskolan och senare under folkskollärarutbildningen i Göteborg. De gifte sig 1954, bosatte sig i Malmö och fick fyra söner.
Tillander tog filosofisk ämbetsexamen i Lund 1964 och arbetade som högstadielärare i svenska och engelska på Augustenborgsskolan i Malmö. Samtidigt engagerade hon sig i Centerpartiet och blev uppmärksammad av kommunalpolitikern Gustaf Lannegren. Hon blev invald i sjukvårdsstyrelsen på kommunal nivå 1968 och 1971 i kommunfullmäktige i Malmö.
Det var bostadsbyggandet på 1950- och 1960-talen som gjorde henne intresserad av politik och samhällspåverkan. Hon hade ett engagemang för framför allt skolan, familjen och kyrkan. Vårdnadsbidrag och familjepolitik var viktiga stridsfrågor för henne. Skolfrågorna var dock det område som hon lade sitt fulla fokus på under sin riksdagstid. Hon valdes in som ledamot i riksdagen år 1973 och var skolminister under åren 1981–1982. Hon förespråkade att skolan skulle vara en plats för alla barn från alla samhällsklasser och utgöra en fristad där barnen kunde utvecklas efter egen förmåga på lika villkor. Hon var dessutom en pionjär då hon ville skapa möjligheter för friskolor och privata förskolor.
Tillander var ledamot i Malmö kyrkofullmäktige 1971–1976. Där röstade hon emot en motion om begravningsfria lördagar. Under åren 1977–1984 var hon vice ordförande för Malmöhus län CKF-distrikt (Centerns kvinnoförbund). Hon hade ett flertal styrelseuppdrag i såväl statliga myndigheter som försäkringsbolag och Svenska kyrkan. Hennes kyrkliga engagemang innebar bland annat medverkan och ordförandeskap i Svenska kyrkan i utlandet (SKUT). Hon var också FN-delegat och en av de allra första som i FN-sammanhang kritiserade könsstympning. Under ett FN-sammanträde höll hon bland annat ett tal om könsstympning i afrikanska länder.
Tillander skrev 410 egenmotioner, 47 interpellationer, 40 frågor och 103 anföranden. För sitt engagemang och sina insatser fick hon 1994 Bramstorpsplaketten, Centerpartiets största utmärkelse. Samma år avgick hon som riksdagsledamot och avled bara några veckor senare av tjocktarmscancer.